# Stephanie Bung
Stephanie Bung (* 1973) ist eine deutsche Romanistin.

## Leben
Von 1993 bis 1999 studierte sie Romanistik, Germanistik und Kunstgeschichte an der Universität Mainz und an der Université de Bourgogne (Magister Artium und Maîtrise). Nach der Promotion 2004 in Mainz war sie von 2004 bis 2011 wissenschaftliche Assistentin für Französische Philologie am Lehrstuhl von Margarete Zimmermann; ab  2006 am Frankreich-Zentrum der FU Berlin. Sie ist Professorin für Französische Literaturwissenschaft an der Universität Duisburg-Essen.
Ihre Arbeitsschwerpunkte sind Salonkulturen der Frühen Neuzeit, moderne Lyrik, Gender Studies, Alterität im Werk von Édouard Glissant und Hörbuch und Hörspiel.

## Schriften (Auswahl)
- Figuren der Liebe. Diskurs und Dichtung bei Paul Valéry und Catherine Pozzi. Göttingen 2005, ISBN 3-89244-965-1.
- Spiele und Ziele. Französische Salonkulturen des 17. Jahrhunderts zwischen Elitendistinktion und belles lettres. Tübingen 2013, ISBN 978-3-8233-6723-9.